# Pulcheria Teodosia
Elia Pulcheria Teodosia (378 – 385) è stata la figlia dell'imperatore romano Teodosio I e della sua prima moglie Elia Flaccilla.
Sorella degli imperatori Onorio e Arcadio, morì bambina, poco prima che la morte della madre (386) consentisse a Teodosio I di sposare Galla, figlia dell'imperatore Valentiniano I, e di unificare così le due dinastie imperiali, quella valentiniana e quella teodosiana. Il che suscita negli storici il dubbio che la sua morte possa essere collegata in qualche modo a quella della madre.
Talvolta indicata in passato anche solo con il nome di Elia Pulcheria, oggi si tende a evitarlo per non ingenerare omonimie con la ben più celebre nipote Elia Pulcheria, figlia dell'imperatore Arcadio.

## Ascendenza
|                    |         |           | Genitori |  |  | Nonni           |  |  | Bisnonni |  |
|                    |         |           |          |  |  | Flavio Teodosio |  |  | Onorio   |  |
|                    |         |           |          |  |  | Flavio Teodosio |  |  | Onorio   |  |
|                    |         | …         |          |  |  | Flavio Teodosio |  |  |          |  |
| Teodosio I         |         |           |          |  |  | Flavio Teodosio |  |  |          |  |
|                    |         | Termanzia | …        |  |  |                 |  |  |          |  |
|                    |         | Termanzia | …        |  |  |                 |  |  |          |  |
|                    |         | Termanzia | …        |  |  |                 |  |  |          |  |
| Pulcheria Teodosia |         | Termanzia |          |  |  |                 |  |  |          |  |
|                    | Bautone | …         |          |  |  |                 |  |  |          |  |
|                    | Bautone | …         |          |  |  |                 |  |  |          |  |
|                    | Bautone | …         |          |  |  |                 |  |  |          |  |
| Elia Flaccilla     | Bautone |           |          |  |  |                 |  |  |          |  |
|                    |         | …         | …        |  |  |                 |  |  |          |  |
|                    |         | …         | …        |  |  |                 |  |  |          |  |
|                    |         | …         | …        |  |  |                 |  |  |          |  |
|                    |         | …         |          |  |  |                 |  |  |          |  |